# 士族反亂
士族反亂（しぞくはんらん）是日本明治初期舊武士階級（士族）對明治政府的一連串反政府活動。

## 概要
明治政府採取四民平等政策，廢止大名・武士階級，創設華族・士族。秩祿處分後，撤廢俸祿（家祿）制度。施行廢刀令等，廢除身分的特權。此外，文明開化、殖產興業政策和征韓論所引發的政爭，演變成明治六年政變，導致西鄉隆盛、江藤新平、板垣退助等人下野，都對士族階級帶來影響，這些反對明治政府的士族被稱為「不平士族」。
明治7年（1874年）江藤新平、島義勇在故鄉佐賀縣領導的佐賀之亂，明治9年（1876年）熊本縣的神風連之亂，與神風連相呼應的福岡縣秋月藩士宮崎車之助為首的秋月之亂，同年10月山口縣前原一誠等人的萩之亂等反亂相繼發生，但皆被政府軍鎮壓。明治10年（1877年）鹿兒島縣薩摩士族擁立西鄉，爆發最大規模的士族反亂西南戰爭，也已失敗告終。
西南戰爭之後，不平士族的反對運動轉變為主張國會開設、憲法制定的自由民權運動。

## 佐賀之亂
由明治六年政變下野的征韓黨人江藤新平和憂國黨的島義勇帶領11000人的不平士族在佐賀縣發動的一場士族反亂，發生在1874年2月1日至1874年3月1日。只經歷一個月，就被由大久保利通帶領下的新政府官軍平定。

## 神風連之亂
由通稱神風連的敬神黨約170人的不平士族發動的一場士族反亂，發生在1876年10月24日的熊本縣。只經歷1天就被兒玉源太郎的官軍完全鎮壓，神風連中124人戰死，約50人被捕；官軍方面約60名士兵陣亡，超過200人受傷。

## 秋月之亂
由原秋月藩士宮崎車之助在福岡縣發動的一場士族反亂，發生在1876年10月27日至同年11月14日，與神風連的士族反亂互相呼應。約有230－240人參加，甚至有說超過400人參加叛亂，被長州名將、人稱「軍神」的乃木希典平定。

## 萩之亂
由自稱「殉國軍」200多人的不平士族發動的一場士族反亂，領導人物是原長州藩士前原一誠。發生在1876年10月28日至同年12月8日的山口縣，被同樣也是原長州藩士的三浦梧樓為首的新政府軍鎮壓。

## 西南戰爭
「維新三傑」之一的西鄉隆盛，在明治六年政變下野後返回鄉下鹿兒島縣（薩摩）。回鄉後開設專門培訓士族的「私學校」，上至縣知事、下至一些普通警察也是該校學生。全縣依舊實行舊制，不理明治新政府的命令，等同獨立國家。1877年明治新政府決定奪回鹿兒島縣的控制權，派官兵搬走鹿兒島縣內的軍火，被士族學生發現並武力攻擊官兵打算奪回軍火，官兵拘捕多個士族學生。西鄉隆盛救回士族學生，由於奪取軍火等同宣戰，西鄉被迫帶領「私學校」的士族學生叛亂，舊薩摩藩士和九州各地的士族亦支持西鄉向明治新政府宣戰。最終西鄉軍團不敵有栖川宮熾仁親王為首的官軍而戰敗（主要原因是官軍使用的新式武器比起西鄉軍團的武器先進），西鄉隆盛本人亦切腹自殺。西南戰爭中證明士族不一定比農民子弟兵優勝，所以沒有士族再敢叛亂，此戰為最後一次士族反亂。

## 關連項目
- 日本歷史年表
- 地租改正反對一揆